# Гуриков, Алексей Николаевич
Алексей Николаевич Гу́риков (1906—1951) — директор Горьковского завода фрезерных станков. Лауреат Сталинской премии первой степени.

## Биография
Родился в 1906 году во Владимире в семье владельца магазина швейных машин.
Трудовая деятельность и учёба:
- 1922—1927 годах на комсомольской работе в Богучаре (Воронежская губерния).
- 1927—1930 годах токарь на фабрике «Красный Прядильщик» в Муроме (Ивановская промышленная область).
- 1930—1935 годах учился в Горьковском индустриальном институте на механико-техническом факультете.
- С 1935 года работал на Горьковском заводе фрезерных станков (завод № 92) имени И. В. Сталина: технолог, начальник бюро, заместитель начальника участка, в 1941—1942 годах — зам. главного инженера, в 1942—1946 годах — начальник цеха.

С 29 января 1946 по 1950 год — директор Горьковского завода фрезерных станков имени И. В. Сталина.
В 1950 году по состоянию здоровья освобождён от должности директора и переведен на работу старшим конструктором.
Умер 11 января 1951 года. Похоронен в Горьком на Бугровском кладбище (8 участок).

## Награды и премии
- Сталинская премия первой степени (1946) — за коренное усовершенствование технологии и организацию высокопроизводительного поточного метода производства пушек, обеспечившее значительное увеличение их выпуска при снижении расхода металла и уменьшении потребности в рабочей силе[1]
- орден Ленина (1945)
- орден Трудового Красного Знамени (1944)
- два ордена «Знак Почёта» (1939, 1942)
- медали.